# Baribsi (Lâ-Todin)
Pour les articles homonymes, voir Baribsi.
Baribsi est une localité située dans le département de Lâ-Todin de la province du Passoré dans la région Nord au Burkina Faso.

## Géographie
Baribsi se trouve à 8 km au sud du centre de Lâ-Todin, le chef-lieu du département, à 5 km au nord-est de Minissia (et de la route nationale 12) et à environ 30 km au sud-ouest de Yako, le chef-lieu de la province.

## Santé et éducation
Le centre de soins le plus proche de Baribsi est le centre de santé et de promotion sociale (CSPS) de Minissia tandis que le centre médical avec antenne chirurgicale (CMA) de la province se trouve à Yako.
Baribsi possède une école primaire publique.